# Hulagu-kan
Hulagu-kan (oko 1215. – 8. veljače 1265.) bio je mongolski vladar, koji je osvojio veliki dio jugozapadne Azije. Unuk je Džingis-kana i brat Kublaj-kana. Prvi je kan Ilhanidskog Carstva u Perziji. Osnovao je dinastiju Hulagida. Osvojio je Bagdad 1258. i razorio ga do temelja. Srušio je Abasidski Kalifat.
Hulagu je 1255. krenuo po zadatku svog brata, velikog kana Mongkea (1251. – 1258.) da osvoji ili uništi preostale muslimanske države jugozapadne Azije. Njegova majka, žena i najbliži prijatelj bili su nestorijanski kršćani. Jako je volio Perziju i njenu kulturu. Perzijski i nestorijanski utjecaj bili su značajni faktori, koji su ga ohrabrili da napadne Arape. Hulagu je oko sebe imao mnogo perzijskih savjetnika, koji su željeli da se osvete Arapima za osvajanje Perzije izvedene nekoliko stoljeća prije toga. Osim toga Perzija je bila stari neprijatelj Abasidskog Kalifata.
Hulagu je imao za ciljeve osvajanje Luristana (danas pokrajina u zapadnom Iranu), Abasidskog Kalifata, Ajubidskih državica u Siriji i Mamelučkog sultanata u Egiptu. Monke-kan je naredio Hulagu, da se lijepo odnosi prema onima, koji se predaju, a da uništi one, koji neće se predati.
Hulagu-kan je zapovijedao najvećom mongolskom vojskom, koja je ikada sakupljena. Među njegovim generalima bio je i nestorijanski kršćan general Kitbuka. Hilagu je lako razorio Luristan, tako da se glas o tome nadaleko proširio, pa su Hašašini odmah predali svoju tvrđavu Alamut bez borbe. 
Hulagu je svoju vojsku podijelio na dva dijela, tako da su ugrožavali Bagdad i s istočne i sa zapadne obale Tigrisa. Dio kalifove vojske odbio je snage sa zapada, ali poraženi su bili u sljedećoj borbi. Mongoli su provalili nasipe i izazvali poplavu na području iza kalifove vojske, koja se našla u zamci. Većina se utopila ili su ih Mongoli ubili.
Poslije toga Mongoli su pod zapovjedništvom kineskog generala Guo-kana započeli opsadu grada. Izgradili su palisadu i dovezli opsadne sprave i katapulte. Opsada Bagdada je započela 29. siječnja 1258. godine. Bitka je bila relativno kratka, s obzirom na to da se radilo o opsadi. Već do 5. veljače Mongoli su kontrolirali jedan pojas zida. Kalif Al Mustasim pokušao je pregovarati, ali Hulagu je odbio. Bagdad se predao 10. veljače 1258. godine. Mongoli su 13. veljače prodrli u grad i započeli tjedan dana masakriranja, pljačkanja, silovanja i uništavanja.
Uništili su veliku knjižnicu Bagdada s brojnim neprocjenjivim povijesnim dokumentima i knjigama s temama od medicine do astronomije. 
Martin Sicker piše da je možda ubijeno oko 90.000 stanovnika. Druge procjene su mnogo veće i kreću se od nekoliko stotina tisuća mrtvih na više. Prije toga, Mongoli su uništavali grad samo ako se ne bi predao. Gradovi koji bi se odmah predali bili bi pošteđeni. Oni koji bi se kao Bagdad predali poslije kratke borbe mogli su očekivati pljačku, ali ne potpuno uništenje. Mongoli su potpuno razorili Bagdad, koji je ostao bez stanovništva i nekoliko stoljeća bio ruševina.
Sljedeći potez koji se očekivao bio je napad na Egipat. Međutim smrt Mongke-kana prisilila je Hulagu-kana da se povuče. Uslijedila je borba za nasljeđe, poslije koje je Kublaj-kan postao veliki kan, ali praktički više nije bilo jedinstvenog Mongolskog Carstva te su nastala četiri kanata. Jedan od njih bilo je Ilhanidsko Carstvo, kojieje osnovao Hulagu u Perziji.
Hulagu-kan umro je 1265. godine. Naslijedio ga je sin Abaka-kan.